# Eisstock aux Jeux olympiques de 1964
Pour un article plus général, voir Jeux olympiques d'hiver de 1964.
Navigation
Édition précédente
L'eisstock est un sport de démonstration aux Jeux olympiques d'hiver de 1964, qui ont lieu à Innsbruck en Autriche.
Ce sport populaire dans les pays alpins est déjà apparu aux Jeux olympiques pour la première fois à Garmisch-Partenkirchen en Allemagne.
Il n'est pas consigné dans le rapport officiel beaucoup de choses.
Les épreuves ont eu lieu le week-end du 8 au 9 février. Plusieurs tentatives pour trouver une piste naturelle pour les compétitions de démonstration à Innsbruck ou dans les environs immédiats ont échoué.
En organisant les compétitions d'Eisstock à la fin des compétitions de patinage et de patinage de vitesse, les compétitions de démonstation ont pu se dérouler sur les deux terrains d’entraînement du parcours de patinage à l’intérieur de l’ovale et cela dans de bonnes conditions techniques.